# Rovensko pod Troskami
Pour les articles homonymes, voir Rovensko.
Rovensko pod Troskami (en allemand : Rowensko bei Turnau) est une ville du district de Semily, dans la région de Liberec, en Tchéquie. Sa population s'élevait à 1 415 habitants en 2024.

## Géographie
Rovensko pod Troskami se trouve à 10 km au sud-ouest de Semily, à 30 km au sud-est de Liberec et à 78 km au nord-est de Prague.

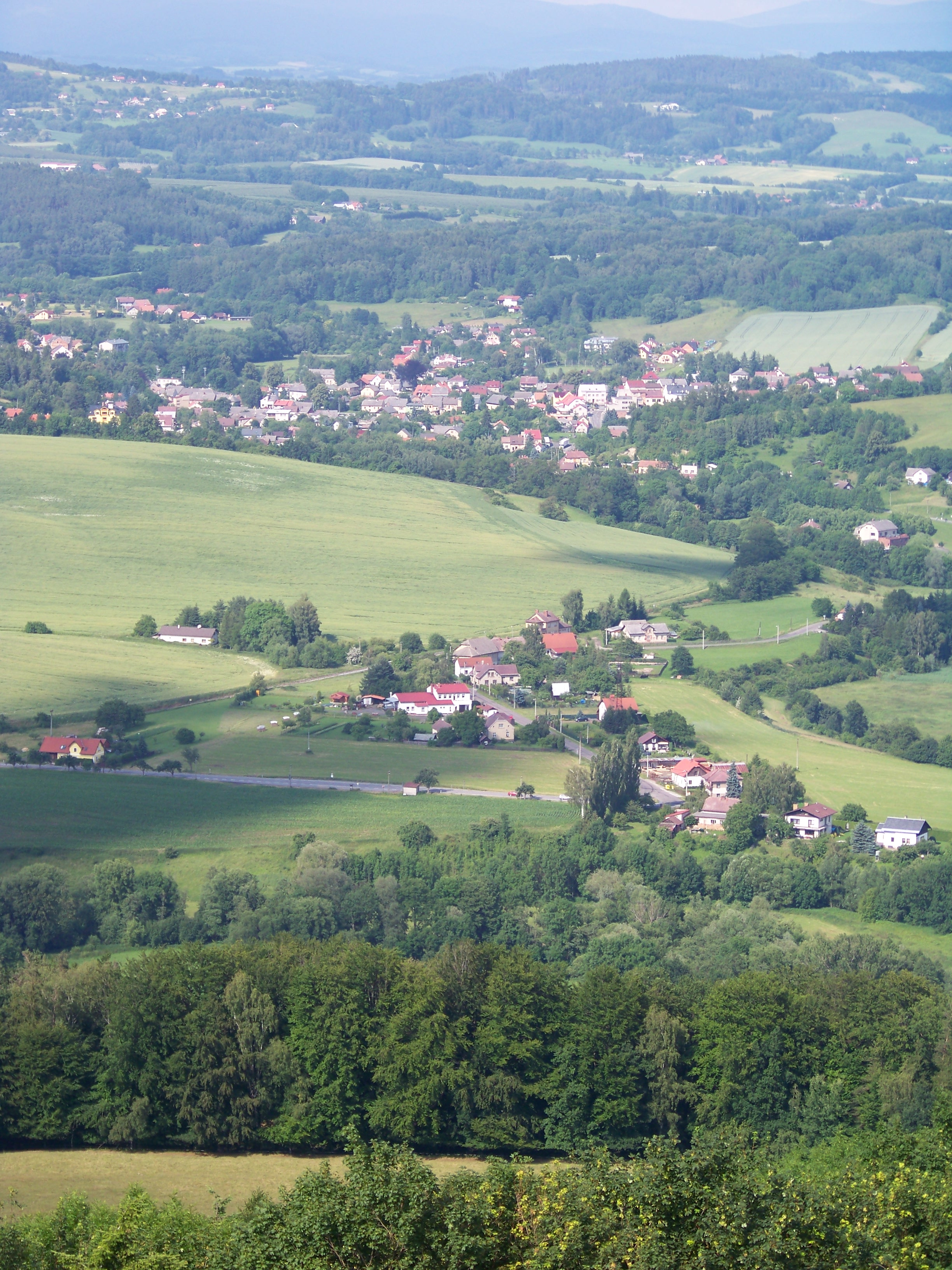
Rovensko pod Troskami vue du château.
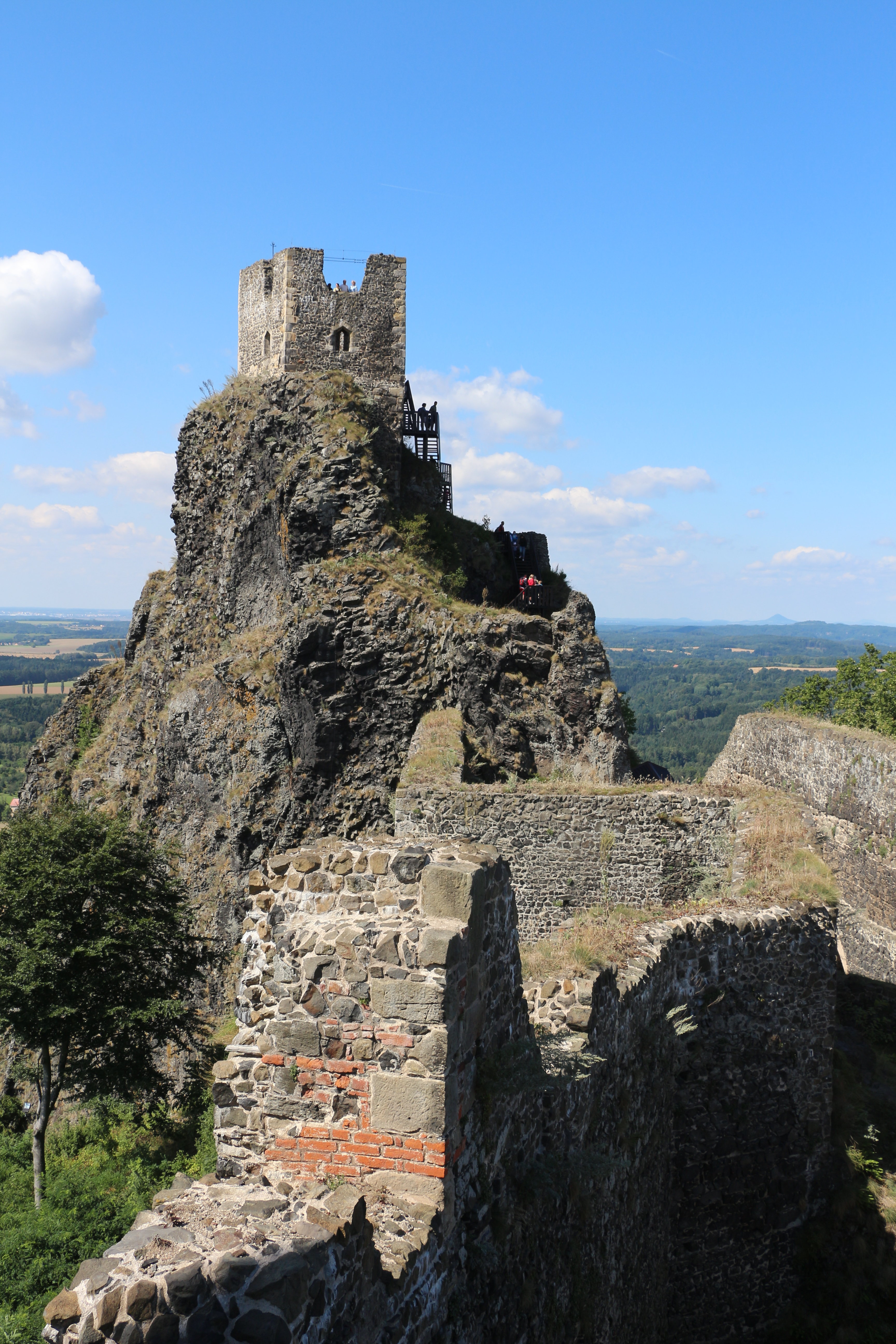
Le château de Trosky.

La commune est limitée par Radostná pod Kozákovem, Tatobity et Žernov au nord, par Veselá et Holenice à l'est, par Libuň, Újezd pod Troskami et Ktová au sud, et par Hrubá Skála et Karlovice à l'ouest.

## Histoire
La première mention écrite de la localité date de 1374.

## Administration
La commune se compose de quatre sections :
- Blatec (comprend le hameau de Štěpánovice) ;
- Křečovice 2.díl ;
- Rovensko pod Troskami (y compris le hameau de Liščí Kotce) ;
- Václaví.

## Transports
Par la route, Rovensko pod Troskami se trouve à 12 km de Turnov, à 15 km de Semily, à 37 km de Liberec et à 102 km de Prague.